# کوناتیرا
کوناتیرا (به اسپانیایی: Conatira) یک کوه در پرو است. کوناتیرا ۵٬۲۰۰ متر بالاتر از سطح دریا واقع شده‌است.